# Lathrolestes frontator
Lathrolestes frontator là một loài tò vò trong họ Ichneumonidae.